# Westralaoma expicta
Westralaoma expicta är en snäckart som beskrevs av Tom Iredale 1939. Westralaoma expicta ingår i släktet Westralaoma och familjen punktsnäckor. Inga underarter finns listade i Catalogue of Life.